# The Prizefighter and the Lady
The Prizefighter and the Lady – amerykański film z 1933 roku.

## Obsada
- Myrna Loy
- Max Baer
- Primo Carnera
- Jack Dempsey
- Walter Huston
- Otto Kruger

## Nagrody i nominacje
| Nazwa nagrody | Wygrane            | Nominacje                                                         |
| ------------- | ------------------ | ----------------------------------------------------------------- |
| Oscar         | 1934 bez rezultatu | 1934 Najlepsze oryginalne materiały do scenariusza Frances Marion |